# Sungai Beringin (Tembilahan)
Sungai Beringin is een bestuurslaag in het regentschap Indragiri Hilir van de provincie Riau, Indonesië. Sungai Beringin telt 8532 inwoners (volkstelling 2010).